# Tímea Szabó

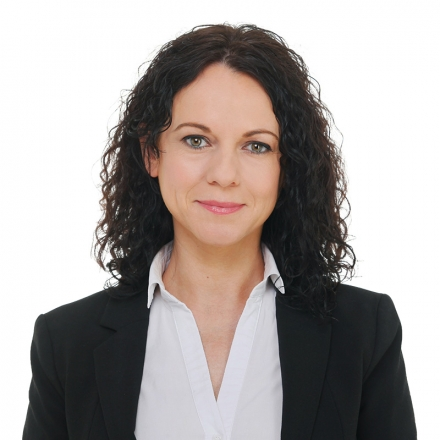
Tímea Szabó (2018)

Tímea Szabó (* 18. Januar 1976 in Budapest) ist eine ungarische Politikerin und Journalistin und seit 2010 Abgeordnete des ungarischen Parlaments. Nach Tätigkeiten für die UN und mehrere NGOs gehörte sie ab 2009 der neu gegründeten LMP an. Im Januar 2013 trat sie aus dieser aus und gründete gemeinsam mit anderen ehemaligen Mitgliedern die Partei Párbeszéd („Dialog“), deren Ko-Vorsitzende sie seitdem ist.

## Biographie

### Ausbildung, Forschungs- und NGO-Tätigkeit
Szabó studierte Kommunikationswissenschaften an der Universität Szeged und anschließend an der Harvard Law School in den USA. Zunächst war sie fünf Jahre lang als Journalistin für amerikanische und britische Zeitungen und Nachrichtenagenturen tätig, für die sie über ungarische Politik- und Wirtschaftsthemen berichtete. Anschließend forschte sie in einem von den Vereinten Nationen beauftragten Projekt an der Harvard Law School über die Prävention bewaffneter Konflikte und den Schutz gefährdeter Gruppen.
2001 war Tímea Szabó drei Monate lang für das International Rescue Committee in Pakistan tätig, wo sie sich mit der Thematik afghanischer Flüchtlinge auseinandersetzte. Nach dem Ausbruch des Kriegs in Afghanistan im selben Jahr arbeitete sie zwei Jahre lang für die dortige UN-Mission, unter anderem im Rahmen des Aufbaus einer neuen Regierung. Außerdem trat sie der Nichtregierungsorganisation CARE International bei, für die sie eine Studie zur Menschenrechtslage in Afghanistan leitete.
Sie kehrte 2003 nach Ungarn zurück und war dort ab 2004 sechs Jahre lang für das Ungarische Helsinki-Komitee tätig.

### Politische Karriere

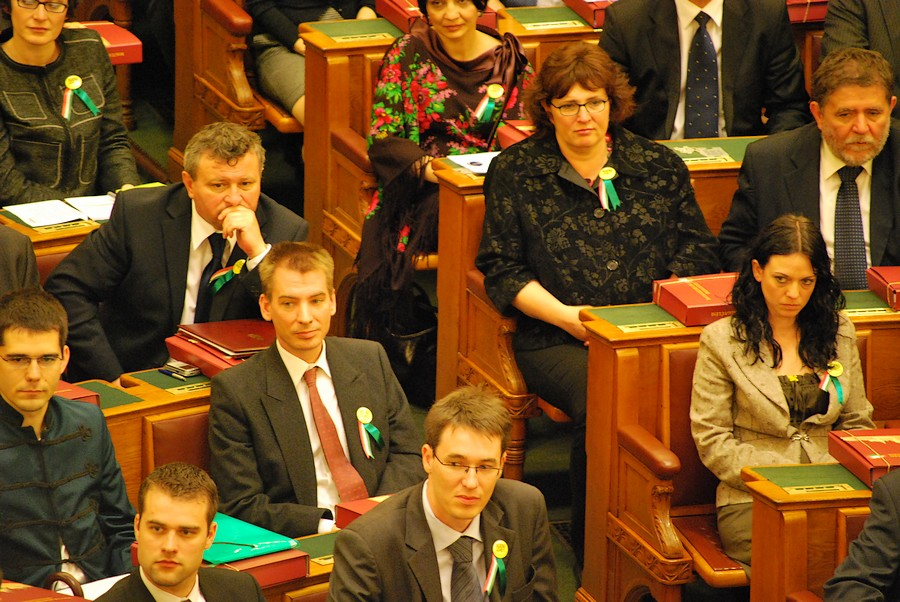
Tímea Szabó (vorne rechts) mit der LMP-Fraktion im ungarischen Parlament (2010)

Szabó war 2008 an der Gründung der politischen Plattform Lehet Más a Politika (LMP, „Politik kann anders sein“) beteiligt, die sich im folgenden Jahr offiziell als Partei formierte. Bei der Europawahl 2009 trat sie als Spitzenkandidatin der gemeinsamen Liste von LMP und Humanistischer Partei an, die jedoch den Einzug ins Europaparlament verpasste. Im folgenden Jahr gelang der LMP mit 7,4 % der Sprung ins ungarische Parlament, in das sie über die Landesliste einzog.  Sie übernahm anschließend gemeinsam mit Benedek Jávor und Gergely Karácsony den Fraktionsvorsitz.
Vor der Parlamentswahl 2014 spaltete sich eine Gruppe um Jávor, Szabó und Karácsony von der LMP ab, nachdem diese auf ihrem Parteitag alle Anträge zur Kooperation mit anderen Oppositionsparteien abgelehnt hatte. Sie gründeten die Partei Párbeszéd Magyarországért (PM, „Dialog für Ungarn“), die sich zur Wahl dem Mitte-links-Bündnis Összefogás anschloss. Szabó wurde zur ersten weiblichen Ko-Vorsitzenden der Partei (gemeinsam mit Benedek Jávor) gewählt. Bei der Parlamentswahl im folgenden Jahr zog sie erneut über die Landesliste ins Parlament ein und gehörte diesem bis 2018 als fraktionslose Abgeordnete an. Anschließend gewann sie 2018 das Direktmandat im 10. Budapester Wahlbezirk, der den westlichen Teil von Óbuda-Békásmegyer umfasst. Auch bei der Parlamentswahl 2022 zog Szabó durch den Gewinn ihres Wahlbezirks ins Parlament ein.
Im Dezember 2021 warfen mehrere regierungsnahe ungarische Medien Szabó vor, eine CIA-Agentin zu sein. Sie bezogen sich hierbei auf eine vermeintlich von Anonymous veröffentlichte Audioaufnahme, in der zwei ungarische Geschäftsleute über die Agententätigkeit Szabós und einen vermeintlich bevorstehenden Umsturz der Regierung sprechen. Szabó bezeichnete die Aufnahme als gefälscht und sah in den Vorwürfen eine Kampagne gegen ihre Person, die allein das Ziel habe, sie als Politikerin zu diskreditieren. Szábo reichte Klage wegen Verleumdung ein und forderte 36 Medienvertreter öffentlich auf, stichhaltige Beweise für ihre Behauptungen zu präsentieren. Dieser Aufforderung kamen die adressierten Personen nicht nach.